# Klub Jewhena Rudakowa
Klub Jewhena Rudakowa – potoczna nazwa grupy ukraińskich bramkarzy, którzy podczas swojej kariery rozegrali minimum sto meczów, w których nie stracili bramek, w rozgrywkach Ukraińskiej Premier Ligi, Pucharu Ukrainy, europejskich Pucharów, oficjalnych i towarzyskich meczach narodowej reprezentacji Ukrainy, ZSRR i WNP oraz w Wyższej Ligi ZSRR, Pucharze ZSRR, zagranicznych mistrzostw i pucharów. Jewhen Rudakow pierwszy osiągnął ten cel.

## Regulamin
Liczone są mecze ukraińskich bramkarzy w następujących rozgrywkach:
- MU - mecze w Ukraińskiej Premier Lidze.
- PU - mecze w rozgrywkach Pucharu Ukrainy i Superpucharu Ukrainy.
- EP - mecze w rozgrywkach Ligi Mistrzów, Pucharu UEFA, Superpucharu UEFA, Pucharu Zdobywców Pucharu oraz Pucharu Intertoto.
- RU - mecze w towarzyskich i oficjalnych meczach narodowej i olimpijskiej reprezentacji Ukrainy, ZSRR i WNP.
- MZ - mecze w Wyższej Ligi ZSRR.
- PZ - mecze w rozgrywkach Pucharu ZSRR, Pucharu Federacji ZSRR i Superpucharu ZSRR.
- MK - mecze w rozgrywkach najwyższych lig Mistrzostw krajów zagranicznych.
- PK - mecze w rozgrywkach Pucharu krajów zagranicznych.

## Członkowie klubu
stan na 17 lutego 2011:
| #     | Imię i nazwisko bramkarza | Razem | MU  | PU | EP | RU | MZ  | PZ | MK | PK |
| 1     | Ołeksandr Szowkowski Dynamo Kijów | 282   | 177 | 35 | 26 | 44 | 0   | 0  | 0  | 0  |
| 2     | Jewhen Rudakow Sudnobudiwelnyk Mikołajów, Dynamo Kijów | 207   | 0   | 0  | 25 | 25 | 143 | 14 | 0  | 0  |
| 3     | Dmytro Szutkow Szachtar Donieck | 159   | 122 | 22 | 10 | 3  | 1   | 1  | 0  | 0  |
| 4     | Witalij Rewa Polihraftechnika Oleksandria, CSKA Kijów, Dynamo Kijów, Tawrija Symferopol, Arsenał Kijów                                                                                                | 158   | 122 | 25 | 8  | 3  | 0   | 0  | 0  | 0  |
| 5-6   | Ołeksandr Horiainow Olimpik Charków, Metalist Charków, CSKA Kijów, Krywbas Krzywy Róg | 151   | 130 | 13 | 7  | 1  | 0   | 0  | 0  | 0  |
| 5-6   | Wiktor Czanow Szachtar Donieck, Dynamo Kijów, Maccabi Tel Awiw, Bene Jehuda Tel Awiw, CSKA-Borysfen Boryspol                                                                                          | 151   | 0   | 0  | 15 | 16 | 106 | 14 | ?  | ?  |
| 7     | Jurij Dehteriow Szachtar Donieck | 148   | 0   | 0  | 3  | 11 | 110 | 24 | 0  | 0  |
| 8     | Ołeksandr Tkaczenko Szachtar Kadijewka, Zoria Ługańsk/Woroszyłowgrad, Zenit Leningrad | 146   | 0   | 0  | 3  | 2  | 119 | 22 | 0  | 0  |
| 9     | Wiktor Bannikow Awanhard Żytomierz, Szachtar Korosteszów, Desna Czernihów, Dynamo Kijów, Dnipro Dniepropetrowsk, Torpedo Moskwa                                                                       | 142   | 0   | 0  | 2  | 5  | 111 | 24 | 0  | 0  |
| 10    | Wiaczesław Czanow Szachtar Donieck, Torpedo Moskwa, Neftçi PFK, CSKA Moskwa, FSV Optik Rathenow | 137   | 0   | 0  | 1  | 3  | 105 | 28 | 0  | 0  |
| 11    | Illa Błyzniuk Metałurh Zaporoże, Zirka Kirowohrad, Dnipro Dniepropetrowsk, Rostsielmasz/FK Rostów, Dynamo Kijów, Spartak-Ałanija Władykaukaz, Tom Tomsk, Krywbas Krzywy Róg, Szynnik Jarosławl        | 119   | 60  | 10 | 1  | 1  | 0   | 0  | 44 | 3  |
| 12    | Mykoła Medin Dnipro Dniepropetrowsk, Metałurh Nikopol, Urałan Elista | 115   | 91  | 18 | 6  | 0  | 0   | 0  | 0  | 0  |
| 13    | Wjaczesław Kernozenko Dynamo Kijów, CSKA/Arsenał Kijów, Dnipro Dniepropetrowsk, Krywbas Krzywy Róg | 113   | 85  | 15 | 11 | 2  | 0   | 4  | 0  | 0  |
| 14    | Ołeh Susłow Zoria Woroszyłowgrad, SKA Odessa, Czornomoreć Odessa, Casino/SV Austria Salzburg, FCN St. Pölten, Admira-Wacker Wiedeń, SC Rabenstein                                                     | 109   | 72  | 13 | 6  | 4  | 1   | 4  | 7  | 2  |
| 15    | Wiktor Hryszko Metalist Charków, Czornomoreć Odessa, Trabzonspor, SK Mikołajów, SKA-Łotto Odessa, Dnister Owidiopol                                                                                   | 108   | 6   | 2  | 6  | 0  | 55  | 8  | 29 | 2  |
| 16    | Andrij Kowtun SKA Kijów, Guria Lanczchuti, Szachtar Donieck, Dynamo Kijów, Krywbas Krzywy Róg, Worskła Połtawa, Zakarpattia Użhorod                                                                   | 106   | 75  | 8  | 3  | 0  | 17  | 3  | 0  | 0  |
| 17-18 | Wałerij Horodow Salut Biełgorod, Iskra Smoleńsk, Dnipro Dniepropetrowsk, RS Settat, Urałmasz Jekaterynburg, Fakieł Woroneż, Krywbas Krzywy Róg                                                        | 105   | 13  | 1  | 2  | 0  | 51  | 13 | 21 | 4  |
| 17-18 | Ihor Kutepow Metalist Charków, Dynamo Kijów, Dinamo-Gazowik Tiumeń, FK Tiumeń, CSKA Moskwa, Rostsielmasz Rostów nad Donem                                                                             | 105   | 23  | 5  | 7  | 1  | 39  | 10 | 18 | 2  |
| 19-20 | Andrij Nikitin Zoria Ługańsk, Szachtar Donieck, Metałurh Donieck, Illicziweć Mariupol, Simurq Zaqatala                                                                                                | 103   | 82  | 11 | 5  | 0  | 0   | 0  | 4  | 1  |
| 19-20 | Andrij Piatow Worskła Połtawa, Szachtar Donieck | 103   | 69  | 7  | 17 | 10 | 0   | 0  | 0  | 0  |
| 21-23 | Jurij Wirt Skała Stryj, FK Lwów, Metałurh Donieck, Szachtar Donieck, Borysfen Boryspol | 102   | 82  | 13 | 5  | 2  | 0   | 0  | 0  | 0  |
| 21-23 | Maksym Łewycki Tawrija Symferopol, Czernomorec Noworosyjsk, AS Saint-Étienne, Spartak Moskwa, Dinamo Moskwa, Sibir Nowosybirsk, Terek Grozny, FK Rostów, Torpedo Moskwa                               | 102   | 43  | 9  | 0  | 4  | 0   | 0  | 42 | 4  |
| 21-23 | Ihor Szuchowcew Czornomoreć Odessa, SKA/SK Odessa, Nywa Winnica, Nord-AM-Podillia Chmielnicki, Urałmasz Jekaterynburg, Metałurh/Illicziweć Mariupol, Arsenał Kijów, Tawrija Symferopol, Zoria Ługańsk | 102   | 85  | 16 | 1  | 0  | 0   | 0  | 0  | 0  |

* Czcionką pogrubioną zaznaczone piłkarze, którzy nadal grają
* Przekreśleniem zaznaczone kluby, w których nie zalicza się mecze
A oto najbliżsi kandydaci do Klubu Jewhena Rudakowa:
- Serhij Dołhanski - 97 meczów.
- Witalij Rudenko - 65 meczów.
- Witalij Postranski - 62 mecze.
- Wsewołod Romanenko - 51 mecze.
- Andrij Tłumak - 51 mecze.
- Maksym Starcew - 50 meczów.